# 2017 FJ
2017 FJ è un asteroide di piccole dimensioni del diametro di circa 10 metri. È stato scoperto il 17 marzo 2017 dal telescopio dell'Osservatorio di Monte Lemmon ed il 21 marzo è passato a circa 800.000 chilometri dalla Terra. Presenta un'orbita caratterizzata da un semiasse maggiore pari a 1,5605225 au e da un'eccentricità di 0,4121436, inclinata di 3,30826° rispetto all'eclittica.